# Nyeds landsfiskalsdistrikt
Nyeds landsfiskalsdistrikt var 1918-1951 ett landsfiskalsdistrikt i Värmlands län, bildat när Sveriges indelning i landsfiskalsdistrikt trädde i kraft den 1 januari 1918, enligt beslut den 7 september 1917. När Sveriges nya indelning i landsfiskalsdistrikt trädde i kraft den 1 januari 1952 (enligt kungörelsen 1 juni 1951) upphörde distriktet och dess ingående kommuner överfördes till landsfiskalsdistrikten Hagfors och Hammarö.
Landsfiskalsdistriktet låg under länsstyrelsen i Värmlands län.

## Ingående områden

### Från 1918
Nyeds härad:
- Nyeds landskommun
- Älvsbacka landskommun

Älvdals härad
- Sunnemo landskommun